# Arminidae
Arminidae Iredale & O'Donoghue, 1923 (1841) è una famiglia di molluschi nudibranchi della superfamiglia Arminoidea.

## Tassonomia
Comprende i seguenti generi:
- Armina Rafinesque, 1814
- Atthila Bergh, 1899
- Dermatobranchus van Hasselt, 1824
- Heterodoris Verrill & Emerton, 1882
- Histiomena Mörch, 1859
- Pleurophyllidiella Eliot, 1903
- Pleurophyllidiopsis Tchang, 1934